# علنج
العلنج (الاسم العلمي: Alangium) هو جنس من النباتات يتبع الفصيلة القرانية من رتبة القرانيات.